# Simone Frandsen
Simone Frandsen (4. juli 1961), er civilingeniør, ph.d. og tidligere dansk rekordholder i spydkast.
Simone Frandsen er funktionschef for biologisk produktion og udvikling i LEO Pharma, hvor hun har været ansat siden 1994.

## Personlige rekorder
- Længdespring: 5,23 1983
- Højdespring: 1,55 1978
- Trespring 9.98 1981
- Stangspring: 3,41 Frederiksberg Stadion 3. juni 2001
- Stangspring-inde: 3,50 Atleticum, Malmö, Sverige 25. februar 2001
- Spydkast-ny model : 47,00 Skovdalen Atletikstadion, Aalborg 13. august 2000
- Spydkast-gl. model: 60,84 1987